# Landkreis Nürnberger Land
Landkreis Nürnberger Land er den østligste landkreis i det  bayerske Regierungsbezirk Mittelfranken. Nabolandkreise er mod nord landkreisene Forchheim og Bayreuth, mod øst  Landkreis Amberg-Sulzbach, mod syd Landkreis Neumarkt in der Oberpfalz og mod vest landkreisene Roth og Erlangen-Höchstadt samt den  kreisfri by Nürnberg.

## Geografi
Området ligger i forlandet til Fränkischen Alb, og store dele er skovbevokset. Den største flod er Pegnitz, som løber ind i landkreisen fra nordøst, nord for Neuhaus an der Pegnitz, og løber mod syd. Vest for  Pommelsbrunn drejer den mod vest , og løber blandt andet gennem byerne Hersbruck og Lauf an der Pegnitz og forlader igen kreisområdet i vest ved bygrænsen til Nürnberg. 

## Byer og kommuner
Landkreis Nürnberger Land omfatter  27 kommuner, herunder fem byer og tre købstæder.
Kreisen havde 170365  indbyggere pr.  2018-12-31

Byer
1. Altdorf b.Nürnberg (15245)
2. Hersbruck (12512)
3. Lauf a.d.Pegnitz (26515)
4. Röthenbach a.d.Pegnitz (12203)
5. Velden (1813)

Købstæder
1. Feucht (13964)
2. Neuhaus a.d.Pegnitz (2849)
3. Schnaittach (8423)

Kommuner
1. Alfeld (1076)
2. Burgthann (11366)
3. Engelthal (1101)
4. Happurg (3722)
5. Hartenstein (1434)
6. Henfenfeld (1859)
7. Kirchensittenbach (2078)
8. Leinburg (6634)
9. Neunkirchen a.Sand (4726)
10. Offenhausen (1584)
11. Ottensoos (2046)
12. Pommelsbrunn (5367)
13. Reichenschwand (2411)
14. Rückersdorf (4702)
15. Schwaig b.Nürnberg (8926)
16. Schwarzenbruck (8469)
17. Simmelsdorf (3295)
18. Vorra (1791)
19. Winkelhaid (4254)

| Verwaltungsgemeinschafte 1. Happurg med kommunerne Alfeld og Happurg 2. Henfenfeld med kommunerne Engelthal, Henfenfeld og Offenhausen 3. Velden med kommunerne Hartenstein, Velden (by) og Vorra | Kommunefri områder (132,2 km²) 1. Behringersdorfer Forst (11,19 km²) 2. Brunn (10,23 km²) 3. Engelthaler Forst (2,42 km²) 4. Feuchter Forst (20,84 km²) 5. Fischbach (18,34 km²) 6. Forsthof (7,44 km²) 7. Günthersbühler Forst (5,91 km²) 8. Haimendorfer Forst (7,48 km²) 9. Hartenstein (1,96 km²) 10. Laufamholzer Forst (6,56 km²) 11. Leinburg (4,21 km²) 12. Rückersdorfer Forst (5,16 km²) 13. Schönberg (3,44 km²) 14. Winkelhaid (18,36 km²) 15. Zerzabelshofer Forst (6,55 km²) |